# Claudio Del Punta
Claudio Del Punta (* 1959 in Massa Carrara) ist ein italienischer Filmregisseur und Drehbuchautor.

## Leben
Del Punta schloss an der Universität Florenz in „Lettera e Filosofia“ ab und begann mit dem Drehen von Kurzfilmen. Seine ab 1993 entstandenen abendfüllenden Filme, die er selbst schrieb und gelegentlich auch schnitt, wurden nur mäßig für Kinoauswertungen gebucht und fanden so bei den Kinobesuchern nur geringere Beachtung. Kritiker dagegen lobten sie; Del Punta wurde für seinen 2007 mit Laiendarstellern entstandenen Haiti chérie in Locarno und Mons ausgezeichnet. Bereits sein Kurzfilm Gioco di squadra aus dem Jahr 1996 war mehrfach prämiert worden.
Für Maria Martinelli hatte Del Punta 2001 das Drehbuch zu Amorestremo geschrieben, in dem Pornodarsteller Rocco Siffredi die Hauptrolle spielte.

## Filmografie
- 1993: Punto di fuga
- 1994: Trafitti di un raggio di sole
- 2000: Femminile singolare
- 2007: Haiti chérie